# نهائي دوري أبطال إفريقيا 2010
نهائي دوري أبطال أفريقيا 2010 فاز به مازيمبي من جمهورية الكونغو الديمقراطية على الترجي التونسي 6-1 في مجموع المباراتين ليفوز باللقب الرابع في المسابقة والثاني على التوالي.  كما تأهل إلى ربع نهائي كأس العالم للأندية 2010 .

## الفرق المتأهلة
| الفريق         | منطقة                 | مباريات نهائية سابقة (غامق يشير إلى الفائزين) |
| -------------- | --------------------- | --------------------------------------------- |
| مازيمبي        | UNIFFAC (وسط أفريقيا) | 1967 ، 1968 ، 1969 ، 1970 ، 2009              |
| الترجي التونسي | UNAF (شمال إفريقيا)   | 1994 ، 1999 ، 2000                            |

## المباريات

### المباراة الاولي
| مازيمبي                                                       | 0-5 | الترجي |
| ------------------------------------------------------------- | --- | ------ |
| نجاندو 15' 75' · ديوكو كالويتوكا 45' · غيفن سينغولوما 55' 59' |     |        |

| Mazembe | Espérance |

الحكام المساعدون:
- بياجوي جوكري (توغو)
- ماتياس أيينا (توغو)
- الحكم الرابع: كوكو أتسو (توغو)

### المبارة الثانية
| الترجي           | 1-1 | مازيمبي       |
| ---------------- | --- | ------------- |
| هاريسون أفول 24' |     | ديو كاندا 76' |

| Espérance | Mazembe |

الحكام المساعدون:
- سيويلا زاخيل (جنوب إفريقيا)
- سومي لواندا (جنوب إفريقيا)
- الحكم الرابع: إبراهيم عبد الباسط (جنوب إفريقيا)

## روابط خارجية
- الموقع الرسمي
- موقع CAF